# Гнатюк Людмила Петрівна
Людми́ла Петрі́вна Гнатю́к (нар.24.01.1954 — 20.01.2015) — українська поетеса, сценарист, громадський діяч.
Народилася 24 січня 1954 р. Корінна киянка.
Закінчила Київський державний інститут культури ім. О. Є. Корнійчука. За фахом режисер. Працювала в Укрцирку як режисер-постановник, сценарист і ведуча.
Член НСПУ та НСЖУ. Лауреат Міжнародного літературного конкурсу «Гранослов».
Авторка поетичних книжок: «Миттєва слабість», «Незбагненна печаль», «Я перестала розуміти світ…», «В Україну гратися не можна», «Між Альфою — Омегою», «Еолова сюїта», «В Україну гратися не можна» (видання друге, доповнене), «Дегустація літа»;
книжок для дітей: «Наша лічилочка», «Їжак», «Розфарбуй казково світ», «Загадки пана Портфеля», «Абетка», «Нічка-Чарівничка», «Циркова вистава».
Людмила Гнатюк приділяла багато уваги творчій молоді та обдарованим дітям: керувала поетичною студією при Центральному Палаці дітей та юнацтва, Всеукраїнським літоб'єднанням «Вітрила», упорядник літературного альманаху «Вітрила — 2000», член журі багатьох фестивалів та конкурсів, член правління ДФУ (Дитячого фонду України), нагороджена кришталевою відзнакою «Серце віддаю дітям».
Постійно друкувалася в періодиці та виходила в ефір, висвітлюючи духовну, виховну, екологічну та культурологічну тематики. За статтю «Дорога до Калниша» (газета «Культура і життя» — № 30, 2011 р.) відзначена Почесним хрестом Петра Калнишевського.
Значна кількість поетичних творів покладена на музику і звучать у виконанні відомих співаків та хорових й вокальних колективів.
Протягом 2,5 років (2011—2014 рр.) на посаді головного редактора очолювала загальнодержавне культурологічне видання — газету «Культура і життя».
Померла від важкої хвороби 20 січня 2015 р. у м. Києві.